# Argenteuil (Monet)
Pour les articles homonymes, voir Argenteuil.
Argenteuil est un tableau réalisé en 1875 par le peintre français Claude Monet. De format horizontal, cette huile sur toile représente des bateaux sur la Seine à Argenteuil, dans ce qui est le Val-d'Oise depuis 1968. Passée entre les mains de Romaine Brooks puis de Domenica Walter, l'œuvre entre dans les collections pubiques en 1963. Elle est conservée depuis 1977 au musée de l'Orangerie, à Paris.